# Andreas Tietze (Turkologe)
Andreas Tietze (* 26. April 1914 in Wien, Österreich-Ungarn; † 22. Dezember 2003 ebenda) war ein österreichischer Turkologe, der in Wien geboren und ausgebildet wurde.

## Leben
Andreas Tietze war der zweite Sohn des Kunsthistorikers Hans Tietze und der Kunsthistorikerin Erica Tietze-Conrat, sein Bruder Christopher Tietze wurde Arzt und Experte für Familienplanung. Er hatte noch zwei Schwestern.
Tietze studierte Orientalistik an der Universität Wien und begann seine Karriere an der Universität Istanbul, wo er aufgrund seiner jüdischen Herkunft ab 1938 Zuflucht vor dem Hitler-Regime gesucht hatte. Er blieb dort bis 1958. Später arbeitete er an der University of California, Los Angeles, wo er von 1958 bis 1971 Professor für Türkisch am Institut für Sprachen und Kulturen des Nahen Ostens war. Nach Jahrzehnten in der Türkei und in den USA kehrte er 1973 als Professor für Turkologie an die Universität Wien zurück. Er war bis 1984 Fakultätsmitglied am Institut für Orientalistik. Tietze veröffentlichte eine große Anzahl von Büchern und Artikeln zu Themen von Lexikologie und Etymologie bis hin zu Geschichte und Volkstanz. Er erhielt zahlreiche Auszeichnungen für seinen wesentlichen Beitrag auf dem Gebiet der Turkologie.

## Veröffentlichungen (Auswahl)
- The Lingua Franca in the Levant (1958)
- Turkish Literary Reader (1963)
- Turkish Literary Reader (1964)
- The Koman Riddles and Turkish folklore (1966)
- Advanced Turkish Reader: Texts from the Social Sciences and Related Fields (1973)
- Tarihi ve Etimolojik Türkiye Türkçesi Lûgati / [Sprachgeschichtliches und etymologisches Wörterbuch des Türkei-Türkischen], (Simurg Yayınları, İstanbul – Viyana), (2002), ISBN 978-9944-252-78-2